# 浅沼誠
浅沼 誠（あさぬま まこと、1972年4月18日 -）は、日本の実業家。淺沼組代表取締役社長。

## 人物・経歴
奈良県出身。1996年関西大学経済学部卒業、淺沼組入社。2009年社長室次長兼総務部長に昇格。2018年副社長執行役員建築事業本部長。父である淺沼健一が病没したため、2018年6月代表取締役社長に就任した。